# Dél-Oszétia zászlaja
Dél-Oszétia zászlaja három vízszintes sávból áll, amelyek fehér, vörös és sárga színűek. Észak-Oszétia zászlajától csak arányaiban tér el.